# Kalmar (condado)
Nota linguística: Não confundir grevskap (território governado por um conde) com län (subdivisão administrativa da Suécia).
O Condado de Kalmar (em sueco: Kalmar län;  ouça a pronúncia) é um dos 21 condados em que a Suécia está atualmente dividida.                                                                                                                                       Está situado no sudeste do país, na costa do mar Báltico. 

Abrange a parte leste da província histórica da Småland e a ilha e  província da Öland.  

Ocupa 2,5% da área total da Suécia, e tem uma população de cerca de 246 346 habitantes (2024).                                                                           A sua sede administrativa (residensstad) está na cidade de Kalmar.

## Etimologia e uso
A existência do condado está comprovada pela menção "af Kalmarna foghati" na Lei Nacional de Magnus Eriksson, por volta de 1350.

## História
O Condado de Kalmar - no sentido moderno do termo - foi fundado em 1634, e adquiriu a sua configuração atual em 1824.

### O condado atual e as províncias histórica
O condado é constituído pela parte oriental da província histórica da Småland, exceto algumas pequenas áreas mais ao norte, e pela ilha da Öland, na sua totalidade.                                                       

O Condado de Kalmar
A Província histórica da Småland
A Província histórica da Öland

### Brasão
O seu brasão foi criado em 1944.               
Combina os brasõe das províncias históricas da Småland e da Öland.

## Geografia

### Comunas
O condado de Kalmar está dividido em 12 comunas (kommuner) a nível local, 10 localizadas na Suécia continental e 2  na ilha de Öland :

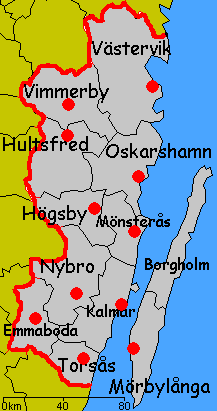

Na Suécia continental:
- Emmaboda
- Hultsfred
- Högsby
- Kalmar
- Mönsterås
- Nybro
- Oskarshamn
- Torsås
- Vimmerby
- Västervik

Na Ilha de Öland :
- Borgholm
- Mörbylånga

### Cidades e localidades principais
Os maiores centros urbanos do condado eram em 2020:

- Kalmar 41 852 habitantes
- Västervik 21 472 habitantes
- Oskarshamn 18 921 habitantes
- Nybro 13 599 habitantes
- Vimmerby 8 231 habitantes
- Färjestaden 6 130 habitantes
- Lindsdal 5 977 habitantes
- Hultsfred 5 675 habitantes
- Mönsterås 5 186 habitantes
- Emmaboda 5 054 habitantes
- Borgholm 4 401 habitantes

### Educação

#### Ensino superior
- Universidade Lineu (Linnéuniversitetet ; Växjö e Kalmar)

## Política e administração regional

### Órgão administrativo regional
Como subdivisão regional, o condado é chefiado por um governador (landshövding), nomeado pelo governo, e tem a missão de executar as tarefas administrativas do estado nesse mesmo condado, contando para tal com o ”Conselho Administrativo do Condado de Kalmar” (Länsstyrelsen i Kalmar län). 

### O condado (län) e a região (region)
No mesmo território do Condado de Kalmar (län), opera a Região Kalmar (region). Enquanto que o condado é um órgão administrativo – cujo governador é nomeado pelo estado, a região é um órgão político – eleito pelos cidadãos, e responsável pela gestão local da saúde, transportes, cultura, etc…

### O condado na União Europeia
No âmbito da União Europeia, o Condado de Kalmar é uma unidade estatística do tipo (Nuts 3).